# Migracija ljudi
Migracije oziroma selitve so kompleksen globalen pojav, s katerim se srečujejo vse države po svetu. Države so tako lahko izvor migracij, prehodni cilji potovanja ali mesto priselitve, po navadi celo vse troje hkrati.
Skozi stoletja se je kljub raznovrstnim oviram na milijone ljudi (pre)selilo v druge kraje, saj človek pozitivno vrednoti gibanje, spreminjanje geografskega in družbenega okolja ter tako poskuša najti zase in svoje bližnje boljše kraje za življenje.
Pojem migracija se deli na izseljevanje oziroma emigracijo ter priseljevanje oziroma imigracijo; takšna gibanja so lahko notranja ali mednarodna. V primeru Slovenije, in sicer v obdobju nekdanje Jugoslavije, je šlo v večji meri za notranje migracije, saj so migranti prihajali večinoma iz držav nekdanje Jugoslavije.

## Vzroki za migracije
Teoretična razglabljanja o vzrokih za migracije najpogosteje izhajajo iz teorije o dejavnikih odbijanja in privlačevanja (push-pull teorija), čeprav ti dejavniki ne morejo pojasniti, zakaj se nekateri posamezniki iz določenega okolja odselijo, drugi pa ne. Različne subjektivne dejavnike lahko razdelimo na racionalne in emocionalne, upoštevati pa je treba tudi socialno-psihološke osebnostne lastnosti posameznikov.
Peter Klinar je vzroke oziroma motive migracij razdelil v tri velike skupine. Najprej omenja ekonomske in demografske vzroke, pod čimer razume reševanje eksistence, izboljšanje ekonomskega položaja, prenaseljenost itd. Nadaljuje s političnimi in vojaškimi vzroki, in sicer predvsem v smislu prisilnega preseljevanja, na zadnje pa omenja osebne in družinske vzroke, ki so najbolj raznovrstni (na primer možnost pridobitve izobrazbe).
V novejših mednarodnih priporočilih za statistiko selitev, kot na primer priporočilo Združenih narodov, je po navadi podana tipologija vzrokov selitev na podlagi izobraževanja oziroma usposabljanja (študij v državi, usposabljanje za delo), zaposlitve (začasna ali sezonska, v mednarodnih organizacijah), združitve oziroma formiranja družine (najbližji sorodniki priseljenca, ki že prebiva v državi; zakonec, otroci, partner), dovoljene naselitve v okviru kvot, ki jih dovolijo posamezne države, dovoljene naselitve na podlagi meddržavnih sporazumov in humanitarnih razlogov (begunci, iskalci azila ali začasnega zatočišča).

## Definicija (mednarodnih) migracij in migranta
Definicijo (mednarodnih) migracij lahko najdemo v Resoluciji o imigracijski politiki Republike Slovenije, in sicer:
»(Mednarodne) migracije se pojavljajo večinoma v treh oblikah: kot regularne, svobodne migracije posameznikov, ki po lastni volji in v okviru obstoječih zakonov spremenijo državo svojega prebivališča; kot prisilne migracije, ko ljudje bežijo bodisi kot posamezniki v strahu pred preganjanjem ali množično zaradi strahu pred kolektivnimi kršitvami človekovih pravic ali humanitarnega prava ter drugimi okoliščinami, ki jih povzročajo različni konflikti in katastrofe; ter kot nezakonite migracije, ki zadevajo prepovedane prehode meja in nedovoljeno bivanje v tuji državi.«
Definicije podajajo različne opredelitve o tem, koga lahko prištevamo med migrante. Najbolj pogosto se jih opredeljuje kot migrante na podlagi:
- »države rojstva;
- državljanstva;
- zadnje države bivanja;
- časa odsotnosti od rojstnega kraja ali zadnjega kraja bivanja;
- namena bivanja (tip vize).«[15]

Združeni narodi definirajo migranta kot »vsako osebo, ki spremeni svojo običajno državo bivanja« in pri tem spremeni stalno ali začasno bivališče; tako med drugim turisti in osebe na poslovnem potovanju niso del statistik mednarodnih migracij. Različne države uporabljajo različna merila za opredelitev migrantov. Populacijo priseljencev se lahko preprosto enači s številom tujcev, in sicer glede na državo rojstva ali državljanstvo. Kriterij opredeljevanja priseljencev se pogosteje uporablja glede na državo rojstva, saj državljanstvo lahko spremeniš, kraj rojstva pa vsaj legalno ne.

## Vpliv globalizacije
Na migracije je vplivala predvsem globalizacija, ki jo lahko v tem kontekstu razumemo kot proces, ki 'krajša' razdalje in zbližuje posameznike ter naredi svet (dozdevno) manjši. Nadalje pomeni ustvarjanje svetovne ekonomije, prepletanje množičnih finančnih tokov in neprestano uvajanje novih tehnologij, zlasti na področju informacij in komunikacij. Vpliv globalizacije pa ni bil enak, kar se izraža v naraščajočih razlikah v standardu življenja in človeški varnosti, ki sta na razpolago ljudem po svetu. Pomemben rezultat teh naraščajočih razlik je bilo povečanje obsega in dometa mednarodnih migracij. Glede na Oddelek Združenih narodov za prebivalstvo je bilo v letu 2005 okoli 200 milijonov mednarodnih migrantov; to je število, ki ustreza številu prebivalcev pete največje države na svetu, Brazilije. Omenjeno število je dva krat tolikšno, kot je bilo ocenjeno leta 1980. Migrante lahko danes najdemo v skoraj vseh delih sveta, pri čemer se nekateri selijo znotraj lastne regije, drugi pa potujejo iz enega konca sveta na drugega. Skoraj polovica migrantov so ženske, pri čemer jih vedno večji delež potuje samostojno.

## Vloga migracij v današnjem času
V današnjem času igrajo mednarodne migracije pomembno vlogo v nacionalnih, regionalnih in mednarodnih zadevah. Denar, ki ga zaslužijo migranti v tujini, pogosto nakazujejo sorodnikom iz države preselitve. V velikem številu držav v razvoju takšna nakazila migrantov iz tujine predstavljajo celo bolj pomemben vir prihodkov kot uradna razvojna pomoč ali tuje neposredne investicije. Dandanes migranti tudi niso več zaposleni samo v poklicih, ki jih domačini ne želijo opravljati, ampak so vključeni prav tako v dejavnosti z visoko dodano vrednostjo, kot so deficitarni poklici. V določenih državah so javne storitve in celotni sektorji gospodarstva izjemno odvisni od migrantov, saj bi bilo brez njih težko zagotoviti nemoteno delovanje teh sektorjev.

## Psihološki učinki selitve
Motivacija za selitev oziroma delo v tujini je ponavadi želja po izboljšanju posameznikovega blagostanja ali pa blagostanja družine. Medtem ko so ekonomski učinki selitve relativno očitni, pa je učinek migracij na posameznikovo blagostanje veliko manj jasen. Raziskovalci poročajo tako o negativnih kot o pozitivnih učinkih. 
V raziskavi kitajskih avtorjev so preučevali raven stresa pri osebah, ki so se bolj pogosto selile ter pri tistih, ki so bili manj mobilni. Ugotovili so, da so visoko mobilni ljudje v primerljivem obdobju doživeli več stresa kot nizko mobilni. Pojavile pa so se razlike med poročenimi in neporočenimi; poročeni so doživljali manj stresa, kar bi lahko pripisali učinku socialne opore, ki sicer migrantom pogosto ni na voljo. Prav tako pa so bile ravni stresa različne glede na uporabo strategij za spoprijemanje s stresom. Podobno je ugotovila raziskava, ki je preučevala stres ob delu v tujini. Na problem usmerjeno spoprijemanje s stresom je pomembno zmanjšalo raven stresa ob selitvi, uporaba strategij izogibanja pa je vodila do večjega stresa ter slabšega prilagajanja na novo okolje. Prav tako je avtor ugotovil, da kulturno okolje, iz katerega prihaja migrant pomembno vpliva na integracijo, saj je glede na posameznikovo prvotno perspektivo prilagajanje lahko konstruktivno ali zaviralno oziroma maladaptivno. 
Raziskave pa ugotavljajo tudi pozitivne učinke selitve. Nowok, van Ham, Findlay in Gayle so ugotovili, da selitev v tujino pogosto spremlja predhodno obdobje pomembnega upada v zadovoljstvu, selitev sama pa povzroči povišanje zadovoljstva na predhodno raven ali na višjo raven zadovoljstva. Podobno so ugotovili tudi Stillman, McKenzie in Gibson, ki so v raziskavo vključili osebe z duševnimi motnjami, ki so po selitvi pokazale izboljšanje v psihološkem blagostanju.